# Kaskantyú
Kaskantyú este un sat în districtul Kiskőrös, județul Bács-Kiskun, Ungaria, având o populație de 1.018 locuitori (2011). 

## Demografie
Componența etnică a satului Kaskantyú
     Maghiari (96,45%)
     Germani (1,36%)
     Necunoscut (0,42%)
     Alții (1,77%)
Componența confesională a satului Kaskantyú
     Romano-catolici (51,87%)
     Luterani (24,07%)
     Fără religie (4,62%)
     Reformați (4,22%)
     Necunoscută (15,23%)
     Alte religii (0,88%)
Conform recensământului din 2011, satul Kaskantyú avea 1.018 locuitori. Din punct de vedere etnic, majoritatea locuitorilor (96,45%) erau maghiari, cu o minoritate de germani (1,36%). Apartenența etnică nu este cunoscută în cazul a 0,42% din locuitori.  Din punct de vedere confesional, majoritatea locuitorilor (51,87%) erau romano-catolici, existând și minorități de luterani (24,07%), persoane fără religie (4,62%) și reformați (4,22%). Pentru 15,23% din locuitori nu este cunoscută apartenența confesională.